# Chorthippus latisulcus
Chorthippus latisulcus är en insektsart som beskrevs av Zheng, Z. och K. He 1995. Chorthippus latisulcus ingår i släktet Chorthippus och familjen gräshoppor. Inga underarter finns listade i Catalogue of Life.